# Piedra Chica
Piedra Chica är en ort i Mexiko.   Den ligger i kommunen Cardonal och delstaten Hidalgo, i den sydöstra delen av landet, 140 km norr om huvudstaden Mexico City. Piedra Chica ligger 2 173 meter över havet och antalet invånare är 228.
Terrängen runt Piedra Chica är kuperad åt sydost, men åt nordväst är den bergig. Runt Piedra Chica är det ganska tätbefolkat, med 60 invånare per kvadratkilometer. Närmaste större samhälle är El Durazno, 15,5 km sydväst om Piedra Chica. Trakten runt Piedra Chica består i huvudsak av gräsmarker.